# Soulja Boy Tell 'Em
DeAndre Cortez Way (n. 28 iulie 1990, Chicago, Illinois, SUA), cunoscut mai bine după numele de scenă Soulja Boy Tell 'Em sau, mai simplu Soulja Boy, este   un rapper american și producător muzical.
În septembrie 2007, single-ul Crank That(Soulja Boy) a ajuns pe locul 1 în Billboard Hot 100. Inițial single-ul a fost publicat pe Internet și a ajuns hit-ul numărul 1 în S.U.A. timp de 7 săptămâni non-consecutive începând cu septembrie 2007.
Soulja Boy s-a nascut in Chicago și s-a mutat în Atlanta la vîrsta de 6 ani, unde a devenit interesat de muzica rap. La vârsta de 14 ani s-a mutat în Batesville, Mississippi împreună cu tatăl său.
În noiembrie 2005, Way și-a expus piesele pe site-ul SoundClick. Primind comentarii pozitive el și-a creat conturi pe YouTube și MySpace.
În martie 2007, a înregistrat piesa Crank That și a lansat primul său album independent Unsigned & Still Major: Da Album Before da Album, urmat de un clip simplu promovând dansul Crank That. Spre sfârșitul lunii mai 2007, piesa a început să fie tot mai des difuzată de către radio-uri și Way s-a întâlnit cu Mr. Collipark pentru a semna cu Interscope Records.
Albumul de debut al lui Way intitulat Souljaboytellem.com, înregistrat aproape in totalitate cu versiunea demo a programului FL Studio, a fost lansat în S.U.A. la data de 2 octombrie 2007. Albumul a ajuns pe locul 4 în Billboard 200. De pe album au fost lansate ca single-uri urmatoarele piese: Crank That (Soulja Boy), Soulja Girl, Yahhh ! si Donk. Albumul Souljaboytellem.com a primit discul de platina, pentru aproximativ 1 milion de copii vandute.
Următorul album al artistului iSouljaBoyTellem s-a lansat pe 16 decembrie 2008. Primul single de pe album a fost Bird Walk, al 2-lea single Kiss Me Thru The Phone împreună cu Sammie a ajuns pe locul 3 în Hot 100 și pe locul 1 în Hot Rap Tracks. Al 3-lea single de pe album a fost Turn My Swag On, ocupand locul 19 in Billboard Hot 100. Exista videoclipuri filmate si pentru piesele de pe album Soulja Boy Tell'Em si Gucci Bandana.
The DeAndre Way este al 3-lea album al artistului, fiind lansat pe 30 noiembrie 2010. Varianta standard a albumului are 10 piese iar varianta deluxe are 14 piese. Primul single de pe album, "Pretty Boy Swag", a fost lansat pe 8 iunie 2010 și a ajuns pe locul 34 în Billboard Top 100, locul 6 în Billboard Hot R&B/Hip-Hop Songs și locul 5 în Billboard Rap Songs. Al doilea single de pe album Blowing Me Kisses, a fost lansat pe 31 august 2010.Al treilea single de pe album Speakers Going Hammer, a fost lansat pe 19 octombrie 2010. De pe acest album s-au mai filmat videoclipuri la piesele Mean Mug feat. 50 Cent si 30 thousand 100 million feat. Lil B.
Din 2011 pană în prezent Soulja Boy lansează muzica independent, prin intermediul casei de discuri fondată de acesta S.O.D.M.G (Stacks on Deck Money Gang). În această perioadă el a lansat zeci de mixtape-uri și a încărcat zeci de videoclipuri pe canalul său oficial de YouTube.

## Discografie
- 2007: souljaboytellem.com
- 2008: iSouljaBoyTellem
- 2010: The DeAndre Way
- 2015: Loyalty